# Zeke Gyula (újságíró)
Zeke Gyula (Szekszárd, 1931. július 27. – Budapest, 2019. november 22.) magyar újságíró, rádiós újságíró és tanár.

## Életpályája
Az elemi iskolai évek után Nagykőrösön és Bonyhádon járt gimnáziumba. Budapesten az Eötvös Loránd Tudományegyetemen irodalom- történelem szakos diplomát szerzett. Több mint ötven éven át volt a Magyar Rádió külsős munkatársa. Fia Zeke Gyula (1956–) író, publicista.

## Tudományos és társadalmi tevékenysége
A Koltay Gábor rendezésében készült Velünk élő Trianon című 14 részes dokumentumfilm szereplője.
Raffay Ernővel és Szidiropulosz Archimédeszszel együtt hozta létre 2007-ben a Trianon Kutató Intézet Közhasznú Alapítványt, melynek alapítója, jelenleg is kuratóriumi tagja, a Trianoni Szemle című negyedéves folyóirat egyik szerkesztője.
A Trianoni Szemle szerkesztőségének tagjai - a főszerkesztő Szidiropulosz Archimédesz mellett Domonkos László, Fábián Gyula, Sipos Endre, valamint Kolczonay Katalin olvasószerkesztő.
A Trianoni Szemle szerkesztőbizottságának tagjai: Batta György, György Attila, Matuska Márton, Skultéty Csaba, Vári Fábián László.

## Művei, publikációi
- Velünk élő Trianon. Dokumentumfilm-sorozat, időtartama: 14x52 perc. Rendező: Koltay Gábor. Bp., Korona Film, 2004

## ATrianoni Szemlébenmegjelent publikációi
- A nemzeti hagyományok ébrentartása az oktatásban Trianoni Szemle, I. évfolyam, Bp., Trianon Kutatóintézet, 2009/1. szám, 2009. január - március. 100 - 101. o.[4]
- A visszatért harang Trianoni Szemle, I. évfolyam, Bp., Trianon Kutatóintézet, 2009/2. szám, 2009. április - június. 100- 101. o.[5]
- A szétszóratott nyáj Trianoni Szemle, I. évfolyam, Bp., Trianon Kutatóintézet, 2009/3. szám, 2009. július - szeptember. 96 - 99. o.[6]
- Dunajecz partján Trianoni Szemle, I. évfolyam, Bp., Trianon Kutatóintézet, 2009/4. szám, 2009. október - december. 94 -95. o.[7]
- A Tisza-család szakácskönyve Trianoni Szemle, II. évfolyam, Bp., Trianon Kutatóintézet, 2010/1. szám, 2010. január- március.  58 - 61. o.[8]
- Úri Papp János és a frankhamisítás Trianoni Szemle, II. évfolyam, Bp., Trianon Kutatóintézet, 2010/2. szám, 2010. április- június. 113 - 114. o.[9]
- Osztálytalálkozó - Egy trianoni sors Trianoni Szemle, II. évfolyam, Bp., Trianon Kutatóintézet, 2010/3. szám, 2010. július - szeptember. 99 - 101. o.[10]
- Osztálytalálkozó Trianoni Szemle, II. évfolyam, Bp., Trianon Kutatóintézet, 2010/4. szám, 2010. október- december. 100 - 103. o.[11]
- Korosztályom Trianonja. Trianoni Szemle, III. évfolyam, Bp., Trianon Kutatóintézet, 2011/1. szám, 2011. január- március.  85 - 87. o.[12]
- Kinek higgyünk?  Trianoni Szemle, III. évfolyam, Bp., Trianon Kutatóintézet, 2011/2. szám, 2011. április - június.  49 - 51. o.[13]
- "Ne engedd meg magadnak a honvágyat, mert megöl!"  Trianoni Szemle, III. évfolyam, Bp., Trianon Kutatóintézet, 2011/3. szám, 2011. július - szeptember. 81 - 83. o.[14]
- "Ezer zsibbadt vágyból mért nem lesz végül egy erős akarat?" Trianoni Szemle, III. évfolyam, Bp., Trianon Kutatóintézet, 2011/4. szám, 2011. október - december.  116 - 119. o.[15]
- Szülőföldem szép határa... Trianoni Szemle, IV. évfolyam, Bp., Trianon Kutatóintézet, 2012/ 1-4. szám. 2012. január-december (összevont szám)  154–157. o.[16]
- Történelmi vicc -szilánkok Trianoni Szemle, IV. évfolyam, Bp., Trianon Kutatóintézet, 2012/ 1-4. szám. 2012. január-december (összevont szám)  167–172. o.[16]
- Két katonaló. Trianoni Szemle, V. évfolyam, Bp., Trianon Kutatóintézet, 2013/1 - 2. szám. 2013. január-június (dupla szám),  181- 183. o.[17]
- Ballagások. Trianoni Szemle, V. évfolyam, Bp., Trianon Kutatóintézet, 2013/3- 4. szám. 2013. július-december (dupla szám),  38 - 140. o.[18]
- Félix Austria. Trianoni Szemle, VI. évfolyam, Bp., Trianon Kutatóintézet, 2014/1 - 2. szám. 2014. január-június (dupla szám)  9 - 11. o.[19]
- A falum jótevői. Trianoni Szemle, VI. évfolyam, Bp., Trianon Kutatóintézet, 2014/1 - 2. szám. 2014. január-június (dupla szám)  71 - 73. o.[19]
- Metamorfózisaim. Trianoni Szemle, VI. évfolyam, Bp., Trianon Kutatóintézet, 2014/3 - 4. szám. 2014. július - december (dupla szám)  156. o.[20]
- Palásttal a lövészárokban. Trianoni Szemle, VII. évfolyam, Bp., Trianon Kutatóintézet, 2015 Évkönyv. 125 - 128. o.
- Lesz-e gyümölcs a fán, melynek nincs virága? Trianoni Szemle, VIII. évfolyam, Bp., Trianon Kutatóintézet, 2016 Évkönyv. 199 - 201. o.
- Újabb Metamorfózisaim Trianoni Szemle, IX. évfolyam, Bp., Trianon Kutatóintézet, 2017/1 - 2. szám, 2017. január - július. (dupla szám) 166 - 169. o.
- Örültem az örülőkkel Trianoni Szemle, IX. évfolyam, Bp., Trianon Kutatóintézet, 2017/3 - 4. szám, 2017. augusztus - december (dupla szám) 224 - 225. o.